# Perilitus apiophaga
Perilitus apiophaga är en stekelart som först beskrevs av Loan 1974.  Perilitus apiophaga ingår i släktet Perilitus och familjen bracksteklar. Inga underarter finns listade i Catalogue of Life.